# Eupograpta kottae
Eupograpta kottae is een spinnensoort in de taxonomische indeling van de spoorspinnen (Miturgidae).
Het dier behoort tot het geslacht Eupograpta. De wetenschappelijke naam van de soort werd voor het eerst geldig gepubliceerd in 2009 door Raven.